# Pavel Litoměřický z Jizbice
Pavel Litoměřický (Jizbický) z Jizbice, latinsky Paulus a Gisbice (16. srpen 1581, Praha – 27. říjen 1607, Praha), byl český renesanční spisovatel humanistické orientace. Byl velkým znalcem antického básnictví. Sám byl tvůrcem příležitostné poezie, psané latinsky.

## Život
Byl synem bohatého měšťana z Nového města pražského Václava Maštěrovského, zvaného Litoměřický. Jeho matka Lidmila Leptějovna z Vozerovic se po smrti prvního manžela (1587) provdala za Matyáše Jizbického, který, poté co se stal úředníkem královské komory, získal šlechtický přídomek „z Jizbice“. Ten přenesl i na nevlastní syny, tedy i na Pavla (roku 1592). Ten byl poté poslán na studia poetiky do saského Annaberku (1596), byl zde žákem Melichara Leaena. Roku 1598, v 16 letech, vydal svou první básnickou sbírku Carmen heroicum de nativitate Immanuelis et Salvatoris Domini nostri Jesu Christi, která se setkala s úspěchem. Pavel dokonce za sbírku získal titul císařského básníka (poeta Caesareus).
V letech 1599–1600 studoval na univerzitě v Altdorfu u Norimberku, v letech 1601–1602 absolvoval studijní cestu po Německu a Nizozemsku. Ve Vitemberku se spřátelil s filologem Friedrichem Taubmannem. Ottův slovník naučný o tomto jeho pobytu v zahraničí uváděl: „Přízeň, které na všech místech docházel, ježto jako na obzvláštní zjev jakýsi na něho se patřilo, svedla Jizbického záhy ku přeceňování svých duševních sil a k neobyčejné vysokomyslnosti vzhledem na domácí literární poměry.“ Kritizuje zejména jeho sbírky Periculorum poeticorum partes tres (1602) a Schediasmatum farrago nova (1602): „I v té i oné dobré stránky a nepopíratelné nadání valně zastíněny jsou jízlivou nevraživostí a posměvačností, kteráž tím protivněji působí, čím pokorněji autor všude klaní se cizotě. Za domnělé zneuznání v domově mstí se bezohlednou hrubostí a nenávist svou hlavně členům university pražské cítiti dává. Publikace ty vzbudily v Praze důrazný odpor. Po návratu Jizbický měl v zápětí křiklavé výstupy a soudní rovnání (1603–04). Posléze sám nerozvážného jednání svého litoval a s uraženými, zejména prof. univ. Janem Campanem, smíru vyhledával.“ Poté vydal další sbírky Cunae Jesu Christi (1605) a Ignitabulum pro bello contra Turcas suscipiendo et conficiendo (1605). Zajímavé bylo, že v nich jsou četné erotické popisy, což tehdy nebylo obvyklé. Zemřel roku 1607, za dramatických okolností, když ho zavraždil Albrecht Pětipeský u své milenky Doroty Hadové z Proseče.

## České překlady
- BUSINSKÁ, Helena, ed. Renesanční poesie. [Výbor z české resanční poezie v latinském originále a českém překladu.] Překlad Helena Businská. 1. vyd. Praha: Academia, 1975. 323 s. cnb000144515.
- Z JIZBICE, Pavel. Panence: Schediasmatum farrago nova 1598. Překlad Helena Businská. Praha: Památník národního písemnictví, 1974. 24 nečíslovaných stran. cnb002833521.